# Uyuni
É uma cidade no departamento de Potosí, na Bolívia, capital da provincia Antonio Quijarro, muito conhecida internacionalmente pelas atrações naturais que estão perto da cidade.

## Atrações
De Uyuni pode-se visitar o famoso Salar de Uyuni, o cemitério de trens, e a Reserva Eduardo Alvaroa.
Este grande deserto de sal em Uyuni, foi formado por um pedaço de mar que, inicialmente ficou "preso" entre as montanhas quando houve a colisão de placas tectônicas que causou a elevação dos Andes. Grande parte do continente sul-americano era como um arquipélago, cheio de ilhas, não um continente maciço como hoje, adquirindo essa forma com a elevação da cadeia de montanhas. Por esse pedaço de mar haver ficado sem alimentação de água, principalmente das geleiras das montanhas, a água evaporou deixando apenas o sal.

## População
Uyuni possuía uma população de 10.919 habitantes em 2005.

## Transporte
De Uyuni pode-se viajar  para:
O Chile, em carros 4x4;
Oruro de trem;
Villazón, na fronteira com a Argentina
De avião com voos da Aerosur para Cochabamba em um DC-3.